# Dollywood
Dollywood est un parc d'attractions situé à Pigeon Forge dans le Tennessee, aux États-Unis. Il appartient à la Herschend Family Entertainment et est nommé en l'honneur de la chanteuse de country Dolly Parton.

## Histoire

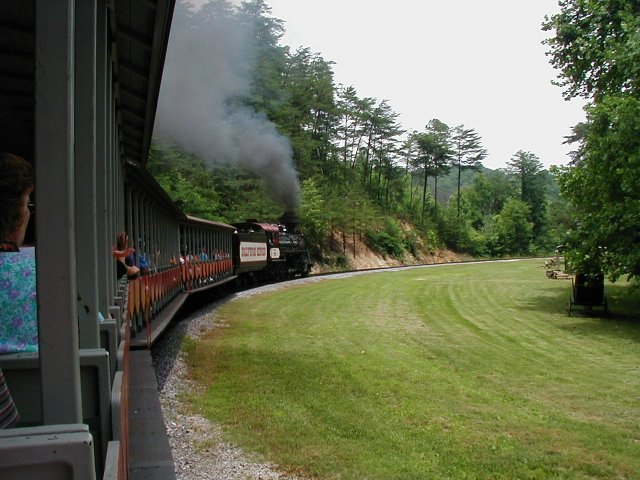
Dollywood Express

Ouvert en 1961, sous le nom de Rebel Railroad, il comprend à l'époque un train, des boutiques et un saloon. En 1966, le parc est renommé Goldrush Junction. Il est racheté par l'équipe de football américain des Browns de Cleveland dans les années 1970.
En 1976, Jack and Pete Herschend rachètent finalement le parc et en 1977, ils le renomment Silver Dollar City Tennessee, en référence à un autre de leurs parcs (Silver Dollar City, près de Branson, dans le Missouri.)
En 1986, Dolly Parton devient copropriétaire, et le parc est renommé Dollywood.
En plus des attractions classiques, le parc possède son propre parc aquatique (Dollywood's Splash Country) et la chaîne de théâtres-restaurants « Dixie Stampede ». Le parc accueille plusieurs concerts et évènements musicaux tout au long de l'année dont, bien entendu des spectacles donnés par Dolly Parton, mais également des concerts d'artistes nationaux et locaux.
Le 16 novembre 2010, Dollywood reçoit l'Applause Award au titre de meilleur parc de loisirs du monde lors du salon international de l'International Association of Amusement Parks and Attractions,.

## Le parc d'attractions
Le parc est constitué de neuf zones thématiques, dont sept s'inspirent de l'histoire du Tennessee et des Appalaches :
- The Showstreet
- Rivertown Junction
- Craftsmen's Valley
- Village
- Country Fair
- Timber Canyon
- Jukebox Junction

et deux s'inspirent de la vie et de l'imaginaire de Dolly Parton :
- Dreamland Forest
- Adventures in Imagination

### Les montagnes russes
| Nom                 | Type                        | Constructeur                 | Année d'ouverture |
| ------------------- | --------------------------- | ---------------------------- | ----------------- |
| Big Bear Mountain   | Montagnes russes assises    | Vekoma                       | 2023              |
| Blazing Fury        | Montagnes russes assises    | /                            | 1978              |
| Dragonflier         | Montagnes russes inversées  | Vekoma                       | 2019              |
| FireChaser Express  | Montagnes russes assises    | Gerstlauer                   | 2014              |
| Lightning Rod       | Montagnes russes en bois    | Rocky Mountain Construction  | 2016              |
| Mystery Mine        | Euro-Fighter                | Gerstlauer                   | 2007              |
| Tennessee Tornado   | Montagnes russes assises    | Arrow Dynamics               | 1999              |
| Thunderhead         | Montagnes russes en bois    | Great Coasters International | 2004              |
| Whistle Punk Chaser | Montagnes russes junior     | Zamperla                     | 2017              |
| Wild Eagle          | Montagnes russes Wing Rider | Bolliger & Mabillard         | 2012              |

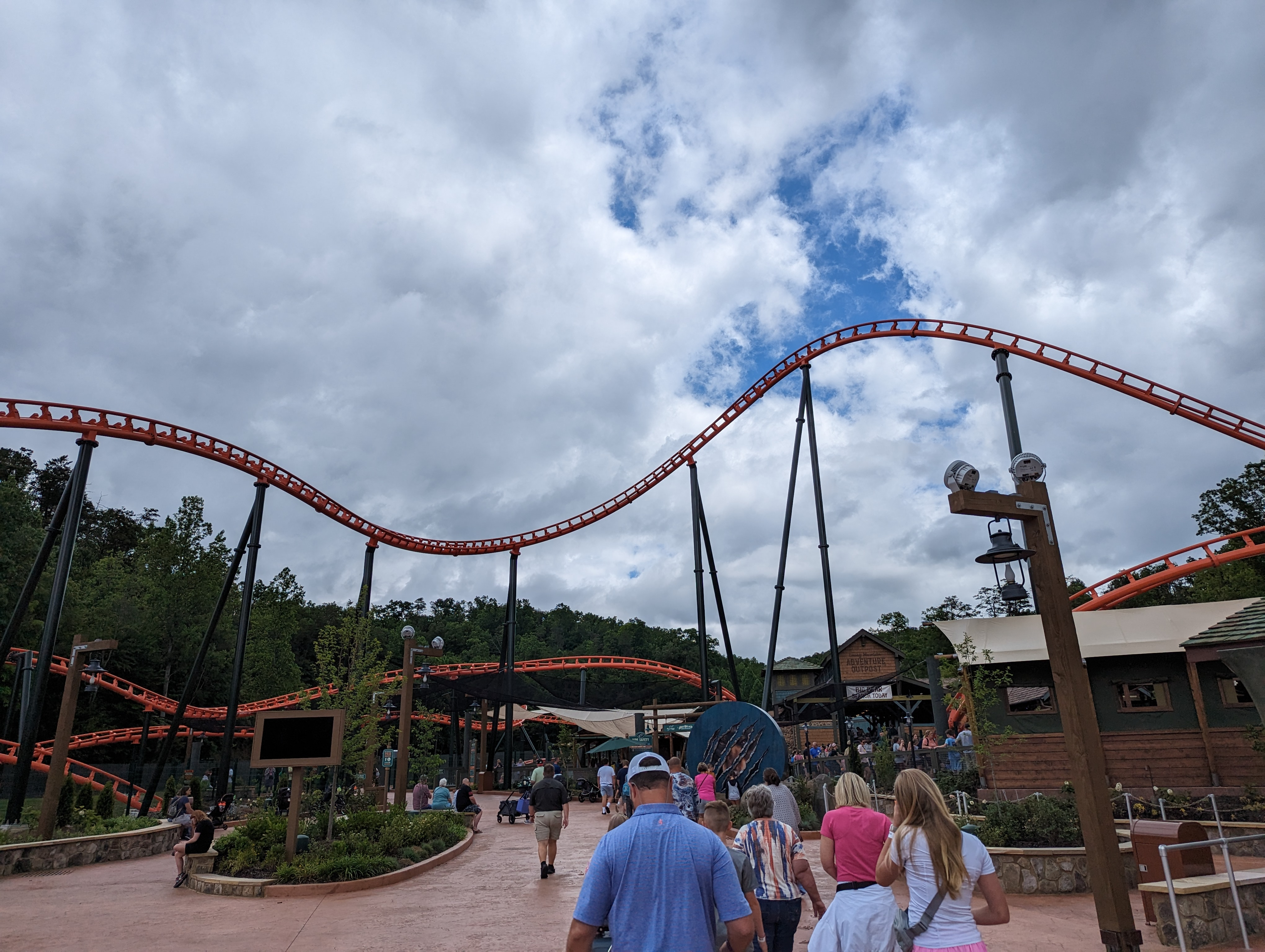
Big Bear Mountain
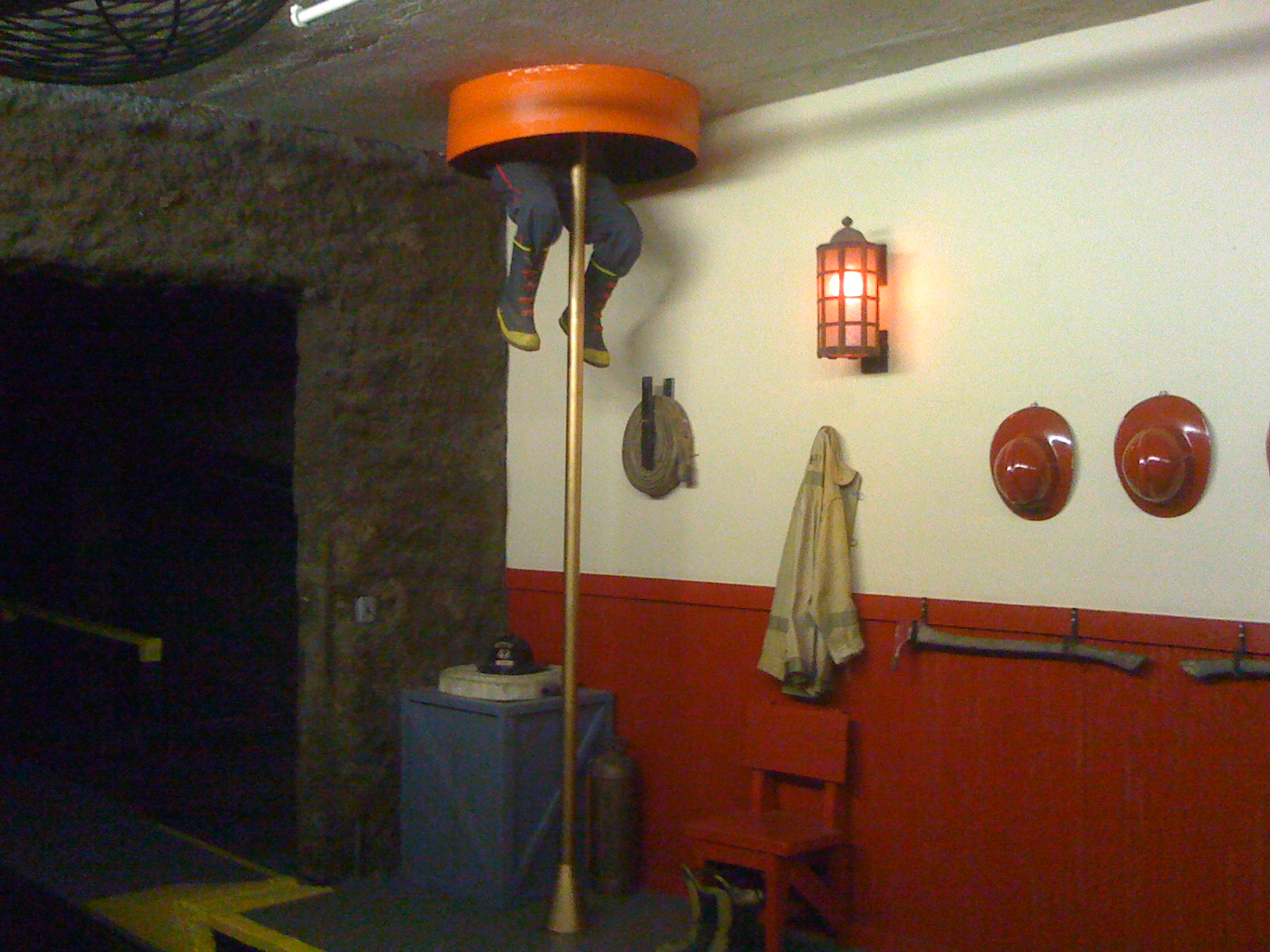
Blazing Fury
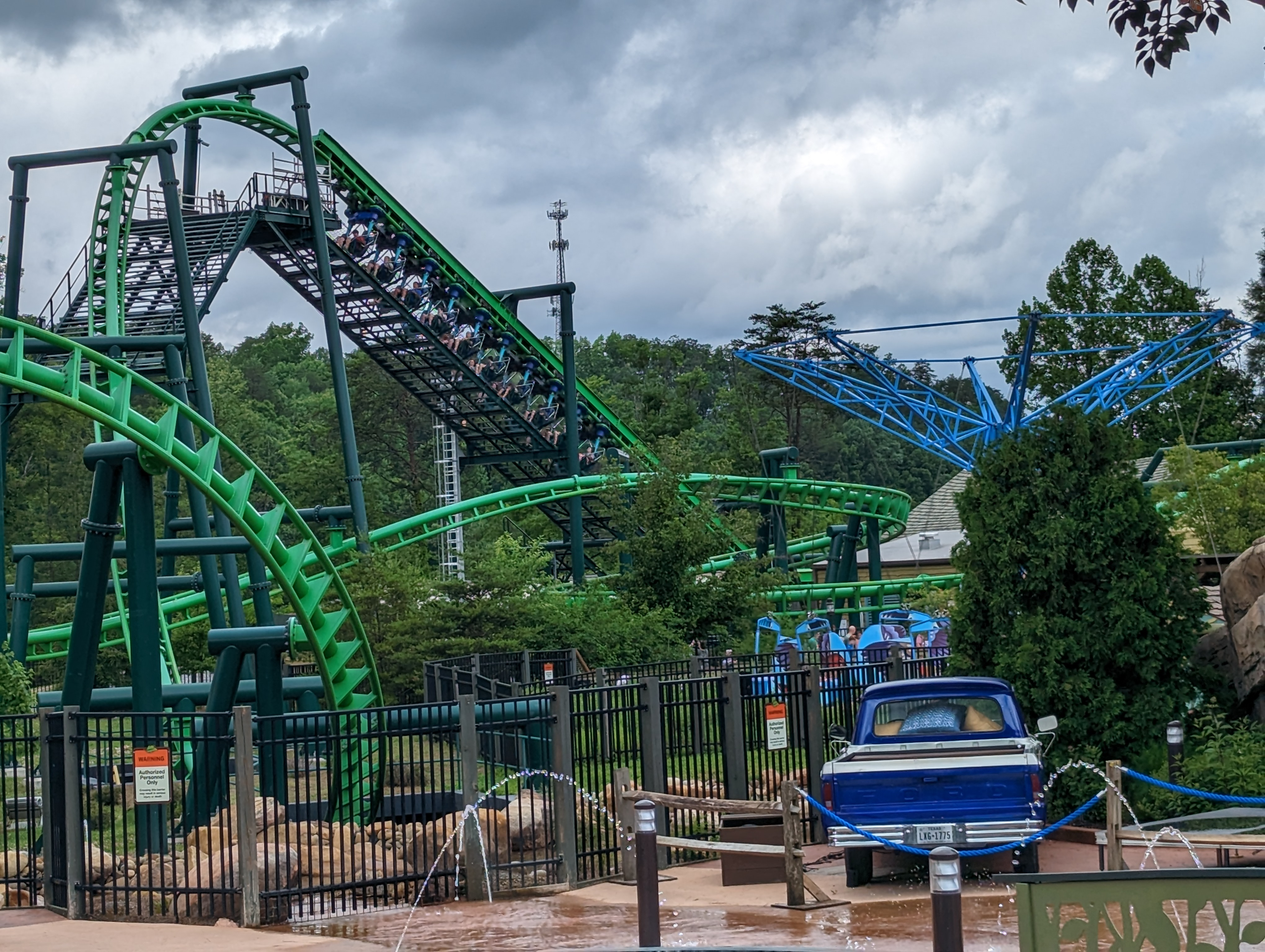
Dragonflier
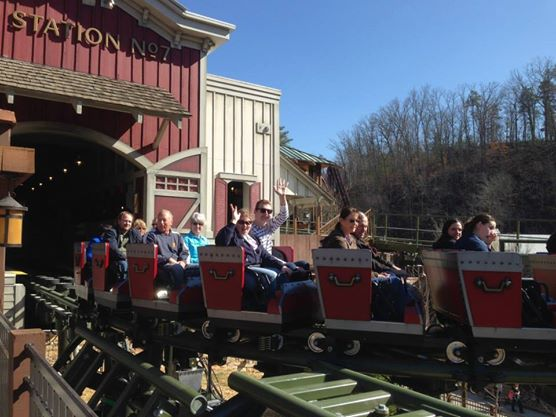
FireChaser Express
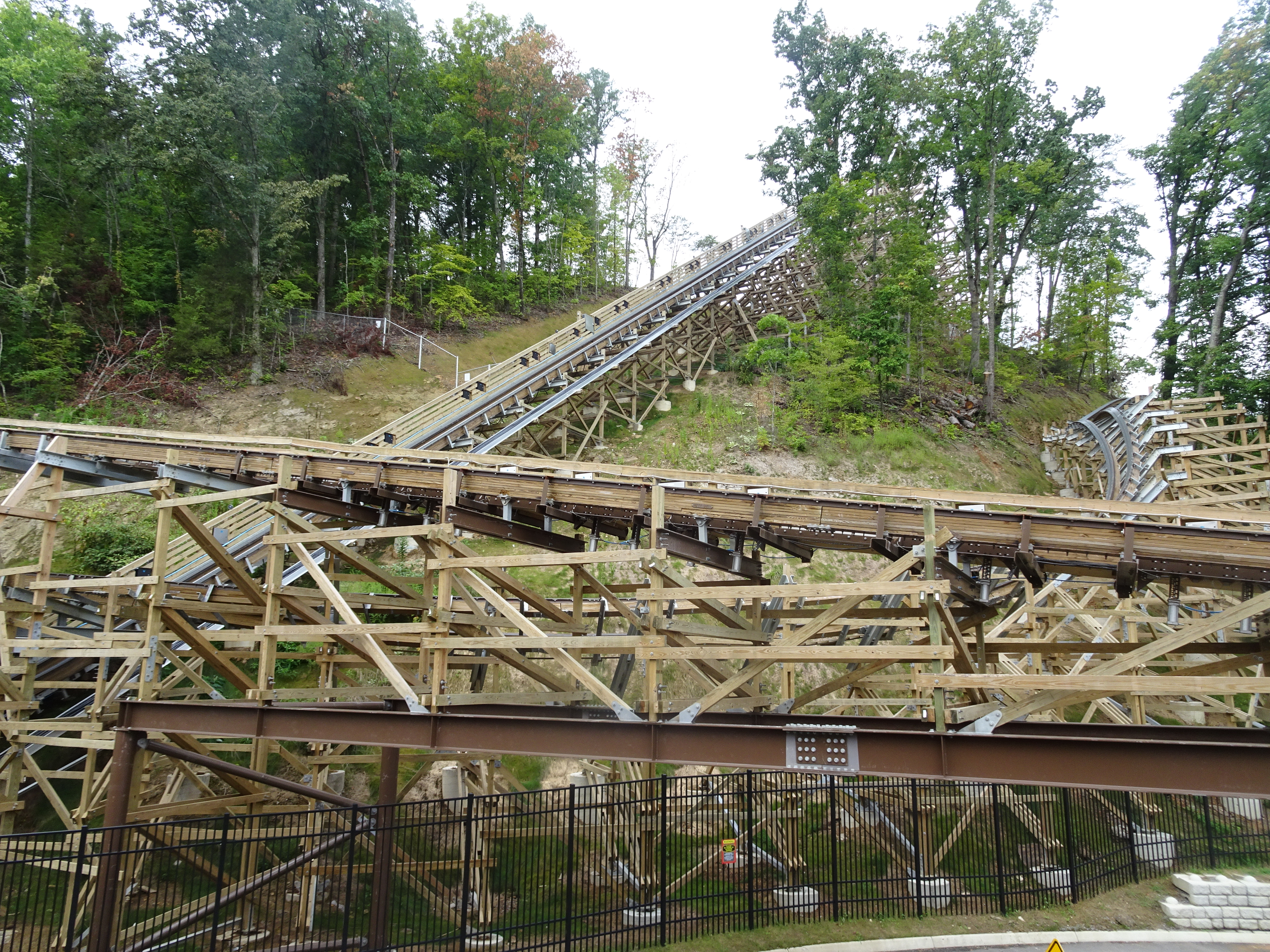
Lightning Rod
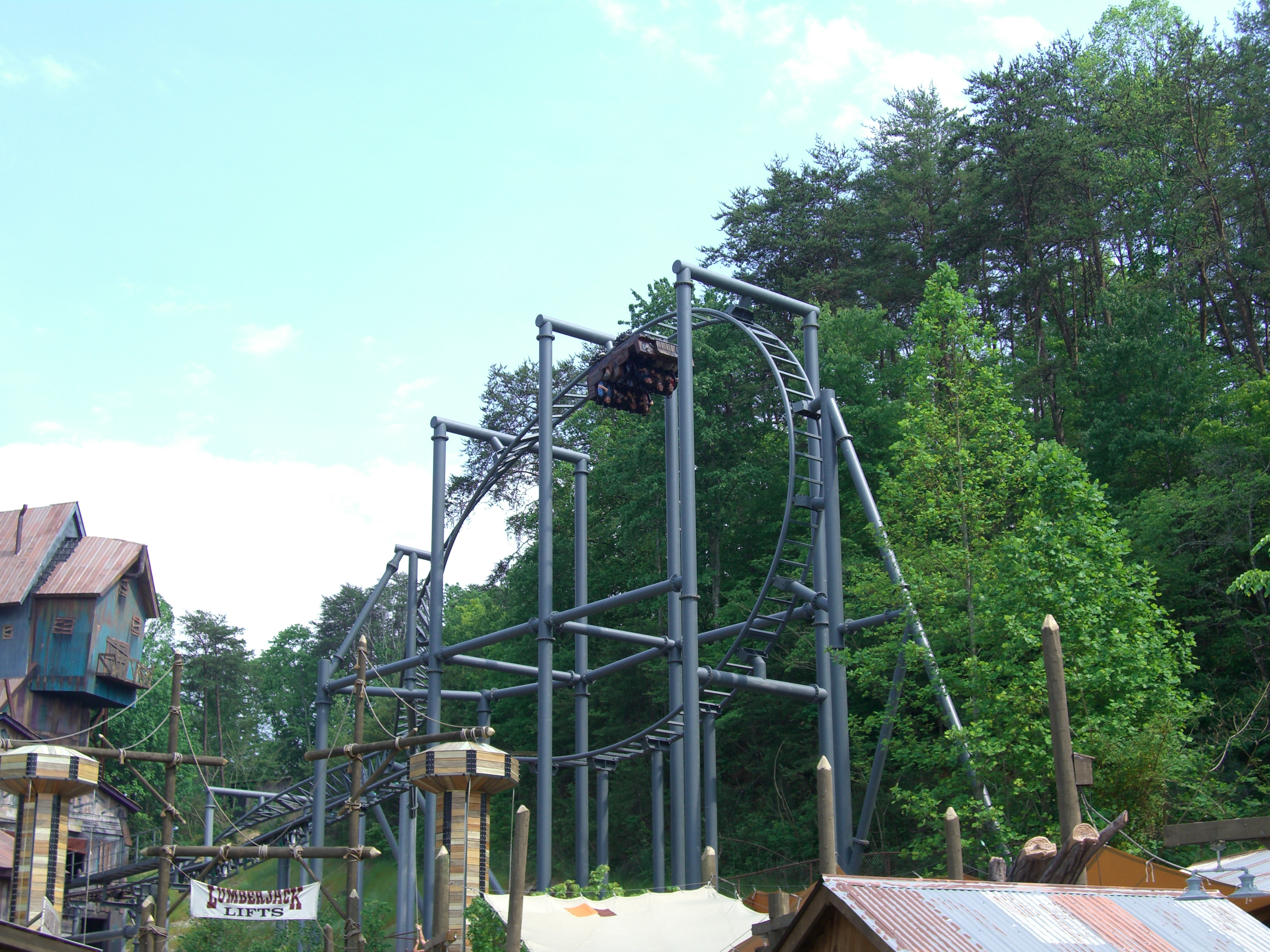
Mystery Mine
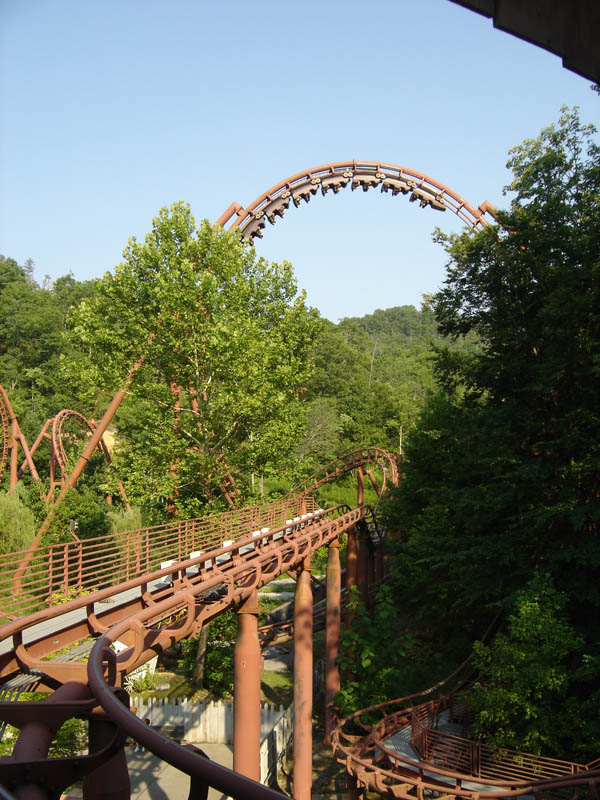
Tennessee Tornado
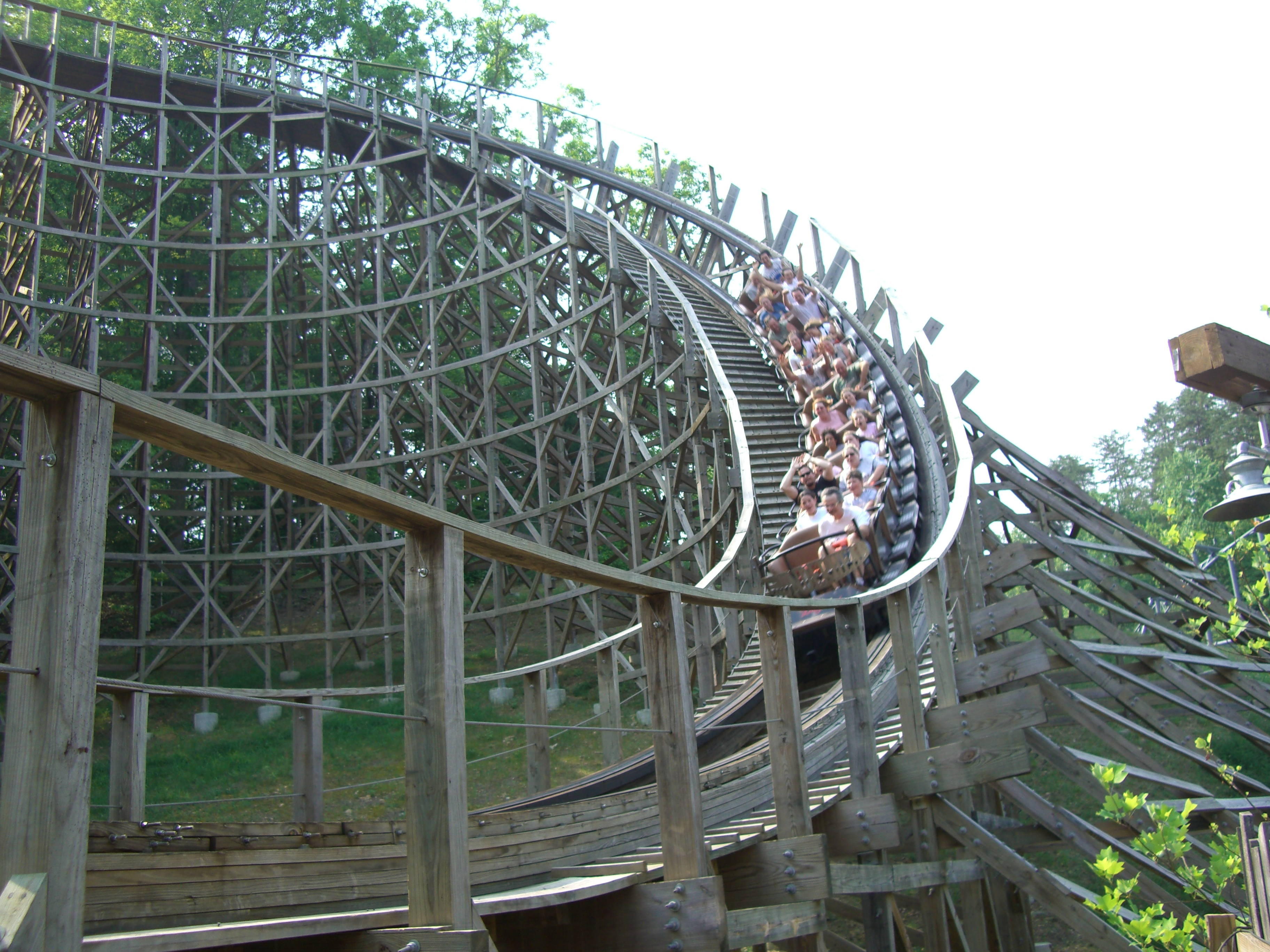
Thunderhead
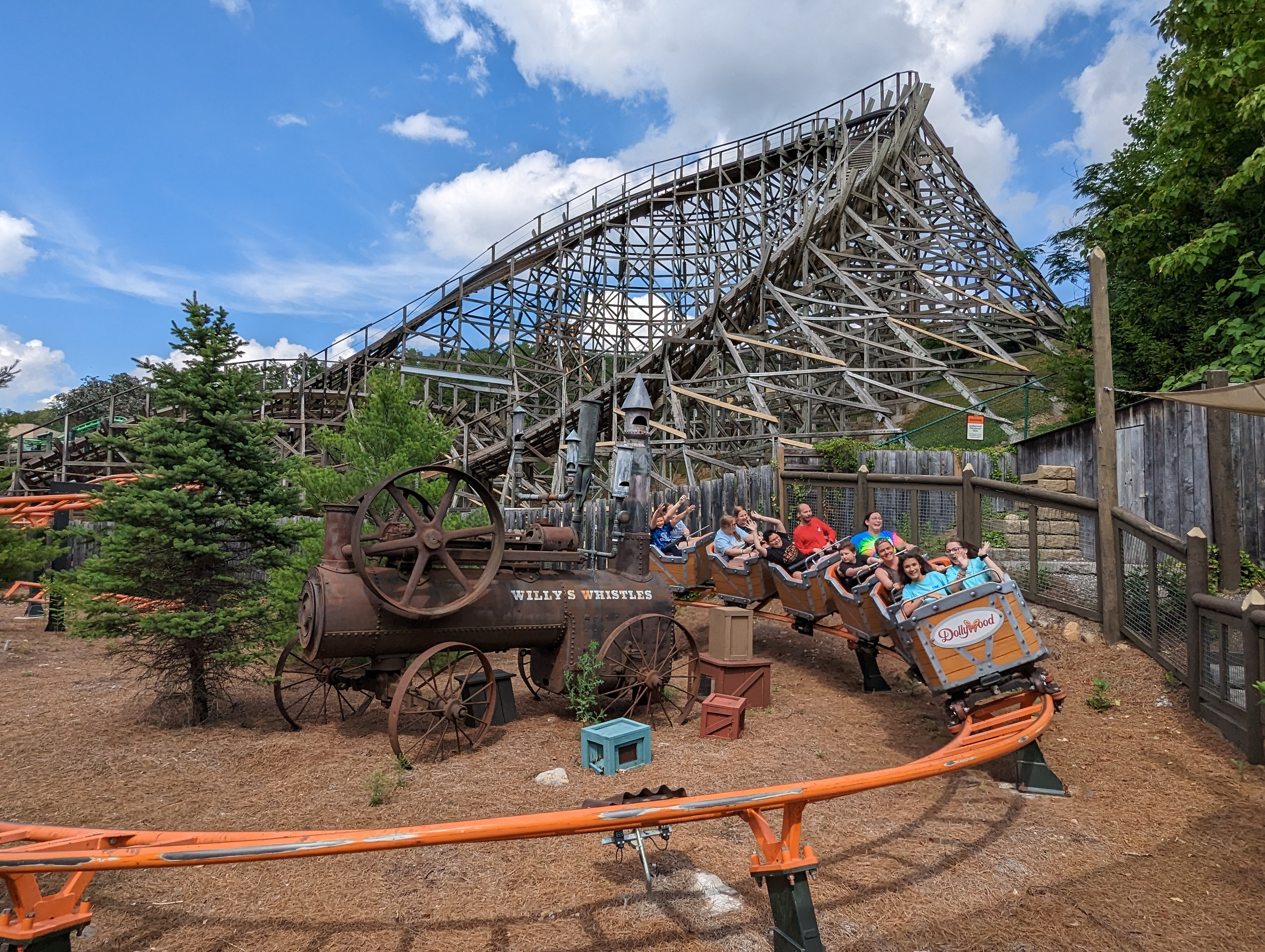
Whistle Punk Chaser
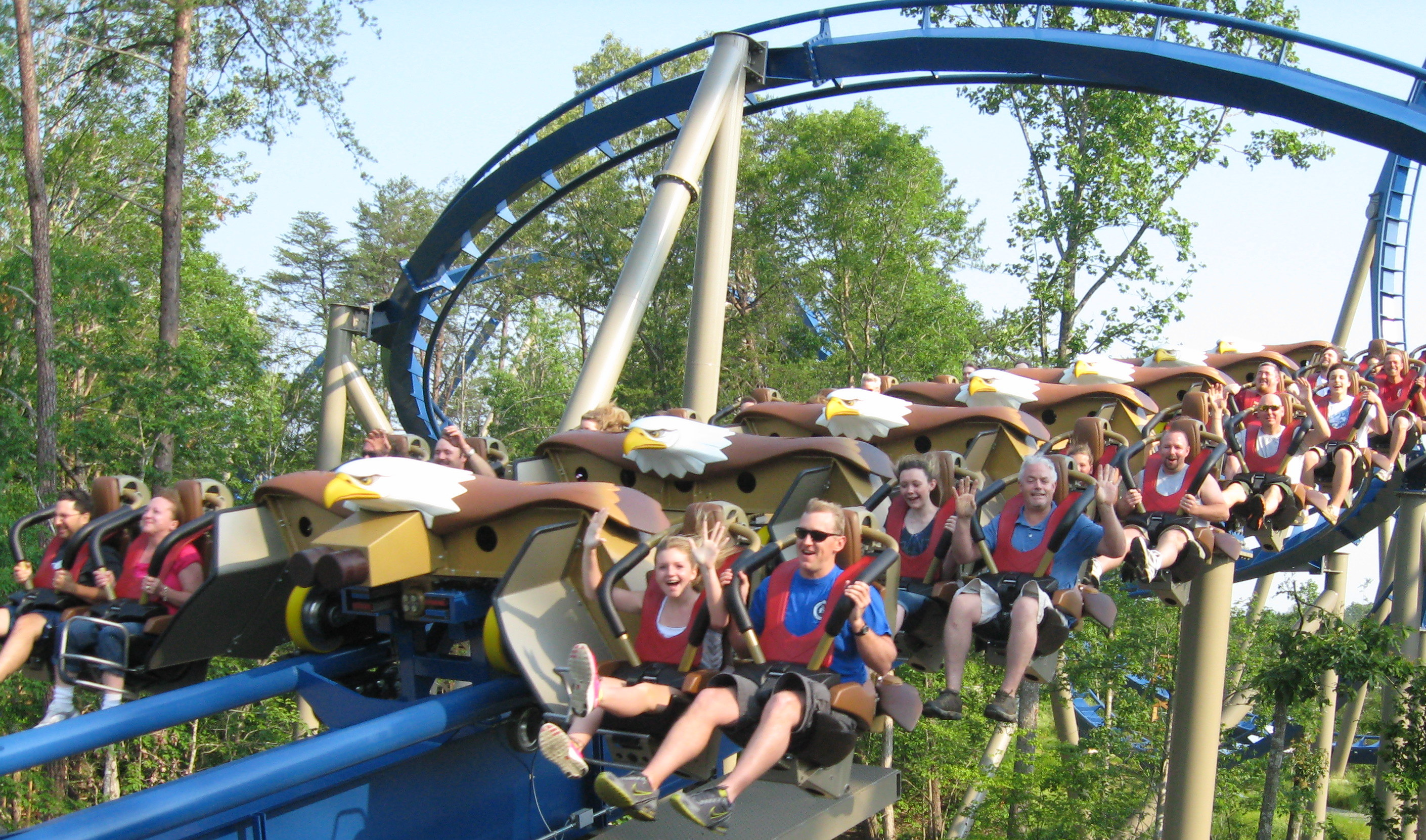
Wild Eagle

### Les attractions aquatiques
| Nom                          | Type                    | Constructeur      | Année d'ouverture |
| ---------------------------- | ----------------------- | ----------------- | ----------------- |
| Daredevil Falls              | Bûches                  | Hopkins Rides Inc | 1998              |
| Smoky Mountain River Rampage | Rivière rapide en bouée | Intamin           | 1986              |

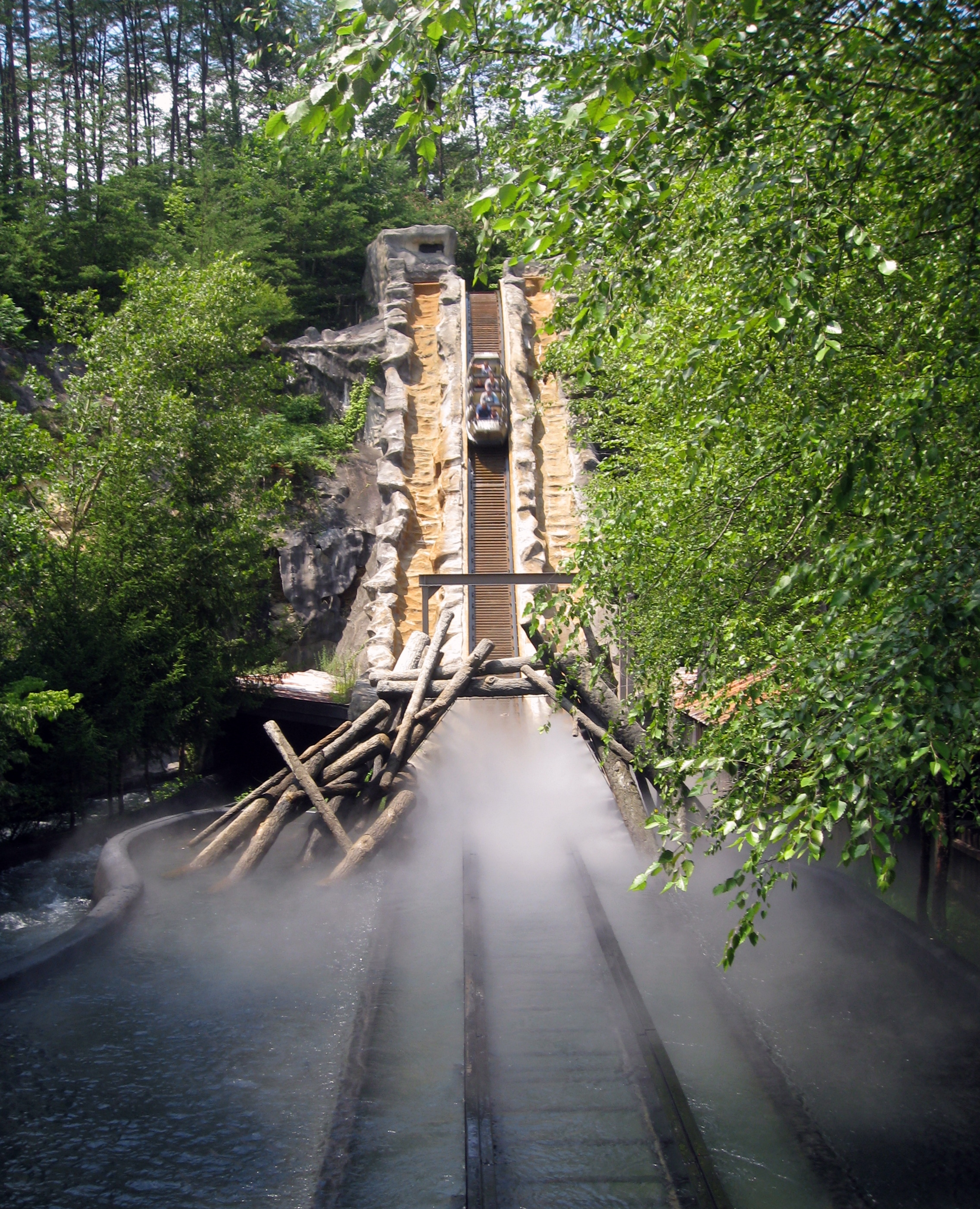
Daredevil Falls
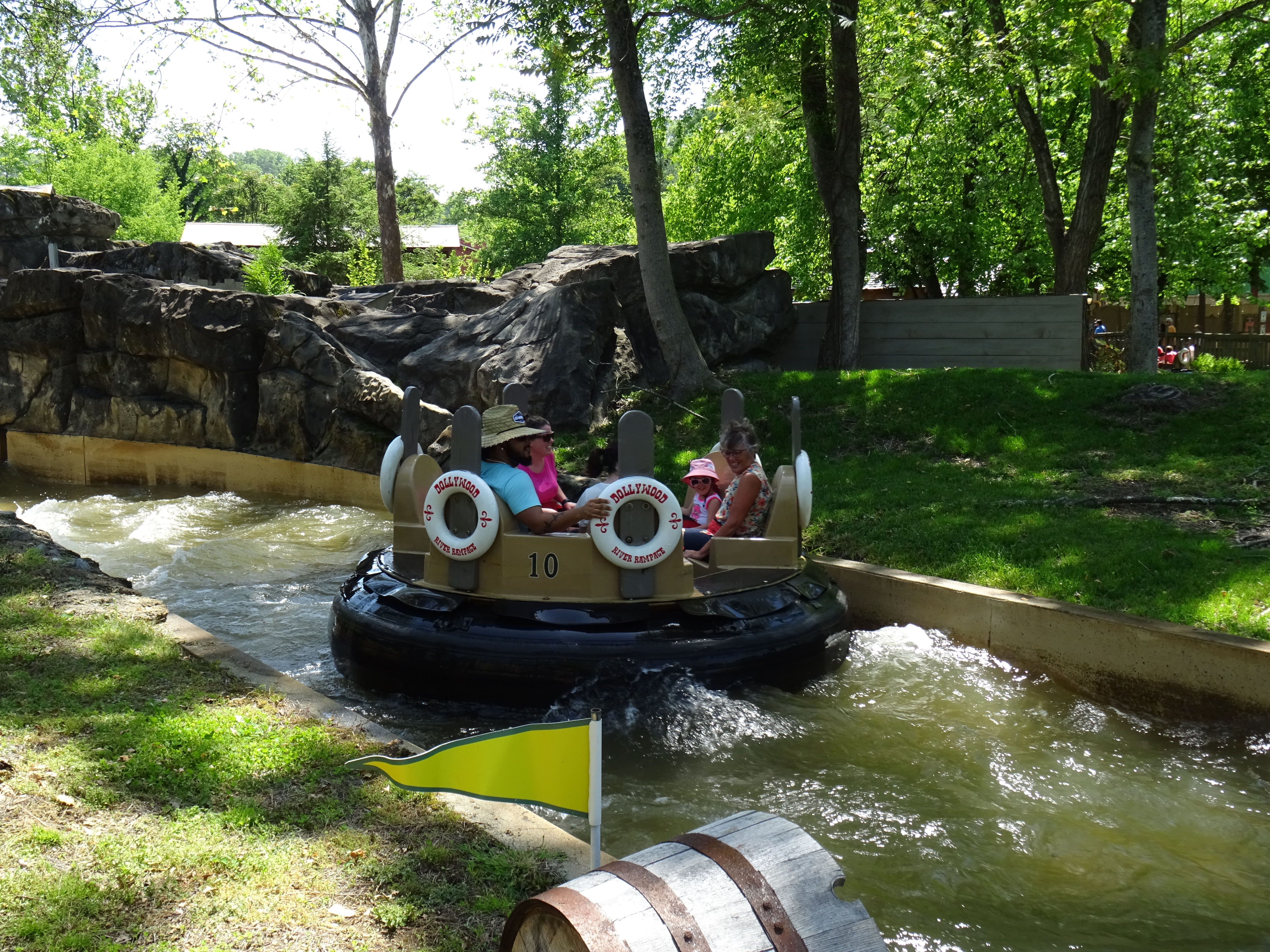
Smoky Mountain River Rampage

### Autres attractions

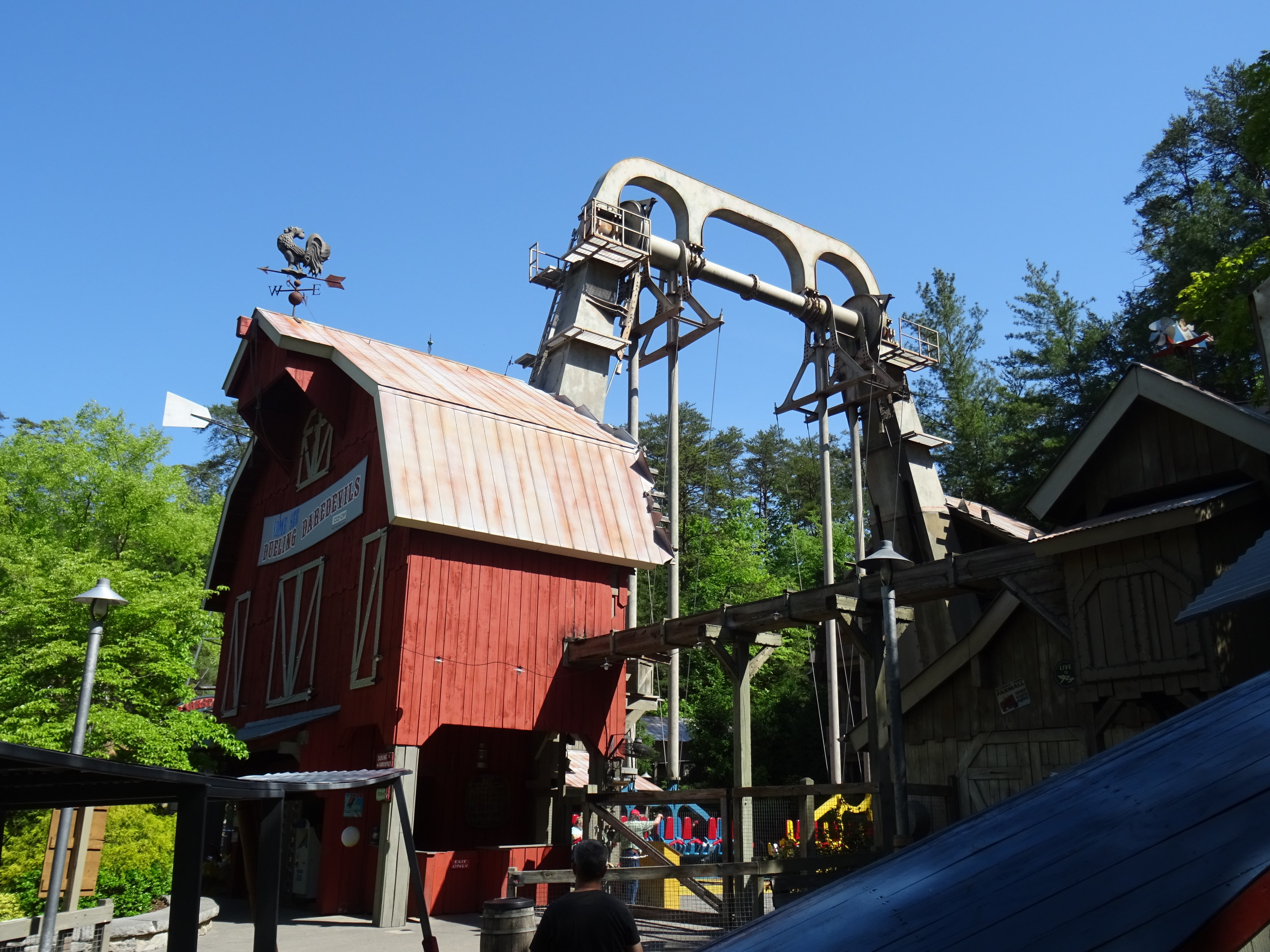
Barnstormer

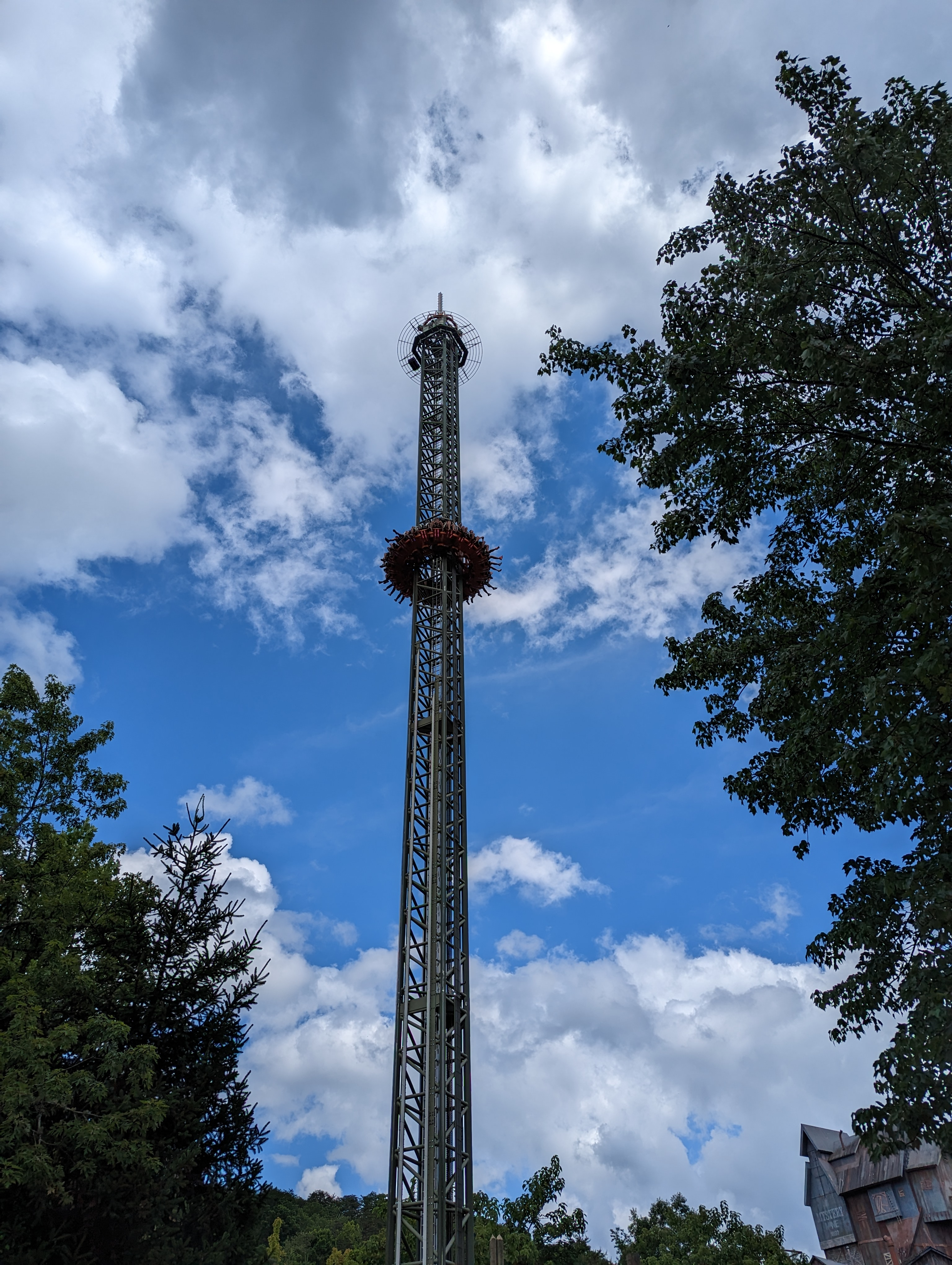
Drop Line

- Amazing Flying Elephants - Manège enfant, 2005
- Barnstormer - Screamin' Swing (S&S Worldwide), 2011
- Black Bear Trail - Chevaux galopants (Metallbau Emmeln), 2019
- Dizzy Disk - Disk'O (Zamperla), 2005
- Dolly's Demolition Derby - Autos tamponneuses
- Dollywood Express - Train
- Drop Line - Tour de chute (Funtime), 2017
- Frogs and Fireflies - Jump Around (Zamperla), 2019
- Great Tree Swing - Bateau à bascule (Zamperla), 2019
- Lemon Twist - Tasses, 2005
- Lumberjack Lifts - Tour (Heege), 2006
- Mad Mockingbird - Flying Scooters (Larson International), 2019
- Rockin Roadway - Parcours en voitures (Morgan), 1995
- Scrambler - Scrambler (Eli Bridge Company)
- Shooting Star - (Moser's Rides) , 2005
- Sky Rider - (Chance Rides), 2005
- Smoky Mountain Wilderness Adventure Tour - 2002
- Treetop Tower - Samba Tower (Zamperla), 2019
- Village Carrousel - Carrousel (Chance Rides), 1998
- Waltzing Swinger - Chaises volantes (Sartori), 2005

### Anciennes attractions
- Country Fair Falls - Bûches (Arrow Dynamics), 1967-2004
- Mountain Slidewinder - Toboggans, 1987-2019
- River Battle - Splash Battle (Mack Rides), 2008-2017
- Swingamajig - Yo-Yo (Chance Rides), 1980-2004
- Timber Tower - Topple Tower (Huss Rides), 2006-2012
- Wonder Wheel - Grande roue (Eli Bridge Company), 1993-2017

## Hébergement
Le 21 août 2013, Dolly Parton a présenté officiellement un projet d'expansion et de développement de Dollywood, comprenant pour 2015 la création d'un hôtel attenant au parc. Cet hôtel DreamMore devrait comporter 300 chambres.